# Joëlle Smits
Joëlle Smits (* 7. Februar 2000 in ’s-Hertogenbosch) ist eine niederländische Fußballspielerin.

## Karriere

### Klub
Sie startete ihre Laufbahn im Alter von sechs Jahren bei der OJC Rosmalen. Dort spielte sie acht Jahre lang ausschließlich an der Seite von Jungs und wechselte im Jahr 2014 dann zu Brabant United und ein Jahr später weiter zu CTO Eindhoven. Ihren ersten Profivertrag unterschrieb sie im Mai 2017 beim FC Twente. In der Saison 2018/19 erzielte sie 25 Tore innerhalb von 21 Einsätzen und brachte ihrer Mannschaft somit die Meisterschaft ein. Zudem wurde sie damit auch Torschützenkönigin der Saison. Im Februar 2019 wurde dann ihr Wechselt zur Folgesaison zu PSV bekanntgegeben. Dort erzielte sie vor dem pandemiebedingten Abbruch der Saison 2019/20 noch einmal 16 Treffer und wäre somit erneut Torschützenkönigin gewesen.
Im September 2020 verkündete der deutsche Rekordmeister VfL Wolfsburg ihre Verpflichtung zur Saison 2021/22. In der ablaufenden Saison 2020/21 der Eredivisie wurde sie mit ihrer Mannschaft zwar nicht Meister, konnte aber in 18 Partien mit 23 Treffern wieder Torschützenkönigin werden. Zum Abschluss schoss sie ihren Klub zudem noch zum ersten Pokalsieg in deren Geschichte.
In Deutschland gewann sie mit Wolfsburg die Meisterschaft und den Pokal, erzielte in 13 Einsätzen aber nur ein Tor. Zum Ende der Saison wurde sie nicht mehr eingesetzt und kam so über den Verlauf der Saison auch noch in der zweiten Mannschaft zum Einsatz, wo sie in vier Einsätzen auf drei Treffer kam. Nach dieser Saison löste sie ihren Vertrag bei Wolfsburg auf und kehrte zu PSV zurück. Dort unterschrieb sie dann einen Vertrag bis Sommer 2025.

### Nationalmannschaft
Sie durchlief alle möglichen U-Mannschaften und nahm mit der U17 so auch im Jahr 2016 an der Qualifikation für die Europameisterschaft 2017 teil. Besonders hervorstechend war sie hier bei einem 11:0-Sieg über Bulgarien, bei welchem sie sieben Tore selbst erzielte. Mit der U19 nahm sie später an der Europameisterschaft 2017 teil und erreichte hier mit ihrem Team das Halbfinale. Gleiches gelang ihr mit der Mannschaft dann auch nochmal bei der Ausgabe im Jahr 2019. Bei beiden Turnieren erzielte sie jeweils zwei Tore. Mit 33 Toren in 38 Partien ist sie zudem die alleinige Rekordspielerin in der U19.
Zu ihrem Debüt in der A-Nationalmannschaft kam sie dann am 4. März 2020 bei einem 0:0-Freundschaftsspiel während des Tournoi de France gegen Brasilien. Dort wurde sie in der 84. Minute für Vivianne Miedema eingewechselt. Für den Kader bei den Olympischen Spielen 2020 wurde sie zuerst nur als Spielerin auf Abruf nominiert. Durch eine Verletzung von Sherida Spitse rückte sie so aber später noch ins Team nach, kam dann aber nicht zum Einsatz. Danach wurde sie bis November 2021 in einigen Partien eingesetzt und absolvierte während der Qualifikation für die Weltmeisterschaft 2023 ihr erstes Länderspieltor. Seitdem saß sie bei allen ihren Nominierungen nur noch auf der Bank. So wurde sie auch noch für kein Turnier nominiert.